# 費明儀
費明儀，SBS（英语：Barbara Fei Ming-yee，1931年7月8日—2017年1月2日），女，天津人，祖籍江苏苏州，香港聲樂教授，曾赴法國深造聲樂，1964年創立明儀合唱團，父親為導演費穆，叔叔是《大公報》社長費彝民。
費明儀曾任香港藝術發展局音樂組主席、明儀合唱團音樂總監及指揮、香港合唱團協會主席、香港大學亞洲研究中心名譽研究院士、樂府音樂委員會主席、香港民族音樂學會會長、香港音樂專科學校校董及校長、華人女作曲家協會名譽主席、香港康樂及文化事務署音樂顧問、香港中樂團資深顧問等、港事顧問、香港特別行政區第一屆政府推選委員會委員職務等。
同時也擔任中央音樂學院客座研究員、中國藝術研究院音樂研究所客座研究員、中國音樂學院客座教授、天津音樂學院聲樂系教學顧問客座教授、吉林藝術學院客座教授、上海音樂學院名譽教授、廿世紀華人音樂經典藝術委員會委員和中華民族文化促進會的副主席。

## 生平
1931年出生在天津。早年啟蒙老師丁善德教授，稍後進入南京國立音樂學院，隨易開基教授繼續主修鋼琴。
1950年在香港隨趙梅伯教授學習聲樂。
1956年赴法留學，就讀里昂音樂學院，主修聲樂；後轉學巴黎歌唱学院，隨世界著名女高音軒納夫人繼續深造。
1960年學成返港，從事聲樂教學、舉行獨唱會、在電台和電視演唱，並多次應邀在新西蘭、美國及東南亞各大城市演出。為推廣香港合唱藝術，培養年青一代的音樂愛好者。
1964年創辦「明儀合唱團」。
1980年，中國音樂家協會首次邀請香港聲樂家回國演出，費明儀應邀在北京、上海、廣州等地舉行演唱會。1981年和上海交響樂團合作演出。1985年由廣州樂團交響樂團（即廣州交響樂團）伴奏，演唱《唐宋詩詞》。
1987年香港合唱團協會成立，費明儀擔任主席至今。曾舉辦多次合唱研討會、合唱學術講座及各大型合唱音樂會，如「中國合唱音樂節」、「亞洲聲樂大賽（香港，1994）」、1997年香港千人大合唱、回歸音樂節之「新世紀的旋律」、「香港合唱節99」、十三個合唱團組成三百二十人聯合演出「黃河大合唱」等等。
2001年獲香港政府頒授銅紫荊星章。
2008年指導喜耀教育文化基金舉辨「天地之心」創作音樂劇，演奏霍韜晦作詞，黃鐘譜曲的《性情之歌》。2009年再度指導喜耀教育文化基金舉辨「天地之心──自由萬歲！」性情音樂劇，演奏霍韜晦作詞，黃鐘譜曲的《性情之歌》。是次演出，更邀請到陳能濟編曲，及指揮喜耀合唱團及香港青少年國樂團共同演唱。
2010年3月25日獲香港教育學院頒授榮譽院士。2012年1月3日獲香港政府頒授銀紫荊星章。
2017年1月2日晚上11時30分於香港養和醫院逝世，享壽85歲。

## 演藝貢獻
中國歌劇方面，費明儀曾擔任監製及女主角，在香港演出改編自山西民間故事《啞姑泉》之歌劇《甜姑》及國內創作喜歌劇《第一百個新娘》。

## 學術論文
1. 1990年《中國新音樂的聲樂發展》
2. 1990年《中國民歌合唱的詮釋》
3. 1992年《簡述香港聲樂的演變》
4. 1993年《中國器樂與聲樂的發展淵源》
5. 1993年《陳田鶴的藝術歌曲》
6. 1993年《「海韻」和「魔王」的對話》
7. 1994年《中國歌曲裏的月亮》
8. 1994年《香港藝術歌曲的概觀》
9. 1997年《中國藝術歌曲和西洋美聲歌唱學法》
10. 1997年《如何以美聲唱法演唱中國藝術歌曲》
11. 2003年《中國聲樂演唱與西洋美聲歌唱學派》
12. 2003年《如何唱好中文詩歌》
13. 2004年《聖詩的歷史與發展》
14. 2004年《中國藝術歌曲的發展與演繹》
15. 2004年《中國民謠的發展與演繹》
16. 2004年《香港樂壇的播種人—韋瀚章與林聲翕》
17. 2004年《批評與被批評》
18. 2005年《翻譯與音樂》